# Henry Ireton
Henry Ireton (ur. 1611 w Attenborough, zm. 28 listopada 1651 w Limerick) – angielski żołnierz i polityk, jeden z dowódców armii parlamentu w angielskiej wojnie domowej.

## Życiorys
Po wybuchu wojny domowej dołączył do armii parlamentu. W listopadzie 1642 dowodził kawalerią w bitwie pod Edgehill w Worcestershire, w ciągu następnego roku poznał i zaprzyjaźnił się z Oliverem Cromwellem, którego później został bliskim współpracownikiem w stronnictwie independentów i w armii. W 1644 został mianowany przez Cromwella zastępcą gubernatora Isle of Ely, brał udział w bitwach na Marston Moor w lipcu 1644 i pod Naseby w czerwcu 1645 zakończonych zwycięstwami wojsk parlamentu. W 1645 został wybrany do parlamentu. Latem 1646 poślubił najstarszą córkę Cromwella, Bridget. W 1648 przyczynił się do wszczęcia procesu króla Karola I oraz wydania i wykonania na nim wyroku śmierci (w styczniu 1649). W 1649 został zastępcą Cromwella tłumiącego powstanie w Irlandii, a w 1650 przejął dowództwo wojsk pacyfikacyjnych. W 1651 zdobył Limerick, wkrótce potem zmarł.